# Примаченко Марія Оксентіївна
Марія Оксе́нтіївна Примаче́нко (також Приймаче́нко; 30 грудня 1908 (12 січня 1909), с. Болотня, Київська губернія, Російська імперія — 18 серпня 1997, с. Болотня, Київська область, Україна) — українська народна художниця в жанрі «наївного мистецтва»; лауреат Національної премії України ім. Т. Г. Шевченка. Заслужена діячка мистецтв УРСР, народна художниця України. Авторка понад 800 картин, 650 з яких зберігаються у Національному музеї українського народного декоративного мистецтва (Київ).

## Написання прізвища
Картини мисткиня підписувала як «Примаченко» або «М. Примаченко», або ж скорочено «М. П.».
У 2000-х роках також широко вживався варіант написання прізвища художниці як Приймаченко. Зокрема, цей варіант було вжито в указі Президента України Віктора Ющенка від 2008 року «Про відзначення 100-річчя від дня народження Марії Приймаченко».
В указі Президента України Володимира Зеленського від 2022 року «Про нагородження відзнакою Президента України “Національна легенда України”» вже вжито варіант Примаченко.
2018 року праонука мисткині Анастасія Примаченко заснувала благодійний фонд під назвою «Творча спадщина родини Марії Примаченко». Також вона заявила, що не існує достовірних доказів, що мисткиня колись використовувала варіант Приймаченко.
Також 1994 року був заснований інший благодійний фонд, що не має відношення до сімʼї Примаченків, під назвою «Всеукраїнський благодійний фонд Марії Приймаченко», але 2023 року він змінив написання прізвища на «Примаченко».

## Життєпис
Народилася і прожила все життя в селі Болотня на Київщині (тоді Київська губернія, Російська імперія), у родині визнаної майстрині-вишивальниці Параски Василівни (свої сорочки Марія вишивала власноруч) та теслі Оксентія Григоровича (майстрував дворові огорожі у вигляді стилізованих головкатих зображень).
У дитинстві хворіла поліомієлітом, через що стала не по-дитячому серйозною та спостережливою, загострила слух і зір.
Про ранню творчість згадувала: «Починалося все це так. Якось біля хати, над річкою, на заквітчаному лузі пасла я гусей. На піску малювала всякі квіти, побачені мною. А потім помітила синюватий глей. Набрала його в пелену і розмалювала нашу хату…». Сусіди приходили подивитися на дивину, зроблену дитячими руками, просили і їхні хати прикрасити.
1936 року Марія Примаченко запрошена в Центральні експериментальні майстерні при Київському музеї українського мистецтва (із 1936 року — Школа народних майстрів, згодом — Художньо-промисловий), що з 1943 року збирали народні таланти. У Майстернях викладали Анатоль Петрицький, Василь Кричевський, Василь Касіян, училися — Тетяна Пата, Параска Власенко, Макар Муха й десятки інших визначних творчих постатей.
Примаченко була надзвичайно вразливою людиною, черпала інформацію зі світу природи та поточних новин, зберігаючи вміння сприймати життя як вічну казку.
1936 року на І Республіканській виставці народної творчості, експонованій у Москві, Ленінграді, Варшаві, картини Примаченко займали цілий зал. За участь Примаченко нагородили дипломом першого ступеня. Відтоді її твори з незмінним успіхом експонуються у Парижі, Варшаві, Софії, Монреалі, Празі. 1937 року твори художниці виставлялися в Парижі.
Під час навчання Примаченко зустріла земляка з сусіднього Іванкова Василя Маринчука, котрий приїхав на екскурсію до Лаври, де містилися Майстерні, та зійшлася з ним цивільним шлюбом.
Закінчивши навчання, повернулась у Болотню до чоловіка, попри можливість залишитись у Києві. У березні 1941 року народила сина Федора. Чоловік пішов на війну та не повернувся.
Примаченко виховала сина Федора так, що він став її найближчим другом, навчала його малярству, і він теж став народним художником, майстром наїву. Примаченко мала двох онуків - Петра та Івана.
Навчала малярству й інших дітей, переважно своїм прикладом. З художниця 1961-го року вела дитячу образотворчу студію при школі у Болотні. Вона пишалася талановитими учнями і згадувала їх імена навіть через десятиліття, коли школу закрили у 1970-х та перевели в Іванків, як зазначив дослідник Михайло Селівачов.
Союзна преса називала художницю «Маруся Приймаченко, молода колгоспна художниця з сонячно-радісної України», нівелюючи реальну глибину і дуальність її картин. Примаченко в невіддільності добра від зла пронизливо портретувала епоху: на роботі 1936 року «Звіриний суд» чорна мавпа за столом пише протокол, а двоє вовків стоять перед нею навшпиньки; на картині 1930-х років слоноподібне чудовисько і підпис: «Та звірина йде й дрімає собі, їсти шукає, то й наряди не на умі, коли їсти хочеться, то нічого не хочеться».
Марія Примаченко померла 1997 року (за іншими даними 1998 року) в селі Болотня.

## Творчість
Джерела її натхнення в настінних хатніх розписах, в орнаментальному та пісенному багатстві прийняла з колисковою матері. Творчість Примаченко ввібрала розмаїту школу народного мистецтва, багатовікову культуру народу: від медяників у вигляді фантастичних звірів, весільних виробів з тіста, якими славилася вона в селі, і старовинних тканин, килимів, вишивок, вибійок.

### Художній стиль
Стиль Примаченко, синтезуючи досвід поколінь, генеалогічно сягає найдавнішого мистецтва: палеолітичне «двочастинне» зображення звірів з визначеною межею голови і тулуба, язичницькі образи фантастичних чудовиськ і птахів, що знайшли відображення у слов'янській міфології. Традиційні символи народного мистецтва вона розвиває і наповнює новим змістом (так, солярна розетка своєрідно інтерпретована в «Соняшниках»).
Примаченко у всьому була правшею, але писала лівою. Постійно вчилася у поліської природи.
Не маючи в арсеналі «професійних хитрощів», писала на звичайному ватмані пензлями фабричного виготовлення гуашшю і аквареллю. Перевагу віддавала гуаші, щоб отримати соковиту, щільну декоративно виразну пляму з чітким силуетом. Спочатку вела лінію олівцем, недбало, «по-дитячому» окреслювала контури, потім упевнено клала колір.
Шар фарби то густий, то прозорий, що видно підготовчий малюнок олівцем. Мазок не стандартизований, позбавлений одноманітності: то зовсім не відчувається, то визначає форму, то короткий і уривчастий, то широкий і густий, іноді рівний, іноді дещо кострубатий. Динамічний мазок у композиції «Під сонцем на морі чайка годує своїх дітей» створює враження бурхливого моря.
Примаченко об'єднала малюнок і живопис: це живописна графіка і графічний живопис водночас. Майстерно розуміючи композицію, горизонтальний формат використовувала для оповідальних композицій, послідовного розвитку руху, вертикальний — для репрезентативних, величних. Бездоганно відчувала ритм, її форми завжди добре узгоджені і водночас не статичні: рослини, пелюстки квітів подані у взаємодії. Всі елементи утворюють ансамбль з власним ритмом і формами.
Колір — основний компонент композицій Примаченко. Він організовує площину, є елементом ритму, створює настрій «кольороносного» простору, ніби сам обирає форму. Рожево-малиновий у Примаченко перетворюється на палаючий цвіт папороті, колір зимового сонця і дорогоцінного турмаліну. У 1970-ті роки усе менше працювала на білому тлі. На виставці 1973 року зі 142 робіт лише одна композиція на білому («Сидить баба на печі, пряде куделицю»). Інтенсивне, глибоке, ніби підсвічене зсередини тло надає її творам колірної та композиційної міцності, монументальності.
Примаченко не любила великих однотонних площин, вважаючи їх неживими, тому тло всюди вкрите ритмічними рядами дрібних рисок, дужок, крапок, світлих (хмари на небі) і темних (хвилі, трава на землі й воді). Це чергування форм і кольору, спокійний орнаментальний рух повторюється в кожному клаптику роботи.
Лінії приділена менша увага, однак досліджувала і її каліграфічність, відточеність музичного ритму («Буслики»). У побутових сценах лінія ширша, грубіша. Художниця поєднує повнозвучні колірні плями і ясні, чіткі контури.
Новаторка за образним мисленням, Примаченко унікально вживає формально-стилістичні прийоми. Ніде не відтворюючи орнамент етнографічно точно, поетично перетворює побутову тему рушників, скатертин, килимів. Зображення дерева у народному стінописі відсутнє (поширені листя дуба, винограду, калини, барвінку), а у композиціях Примаченко розквітають розкішні дерева. Вона також подає листя як ціле дерево («Весілля»). Вживає і незнаний у народних розписах прийом (як у сучасній сценографії) — показує хату водночас знадвору і зсередини («Моя мила бригадира полюбила»).
У Національному музеї українського народного декоративного мистецтва зберігається одна з ранніх робіт 1935 року, тричастинна композиційно. На одній частині намальована мавпоподібна істота. Безвиїзно живучи до 1936 року в Болотні, Примаченко живої мавпи не бачила, тому мавпа «олюднена». Всі її звірі — з людськими очима, отороченими пухнастими віями. У «Ведмедиках» немає лютості, довірливо звернені морди радше нагадують різдвяні колядкові маски, ніж хижаків.
Процес її творчості сплавляв конкретне мислення, інтуїцію, фантазію і підсвідоме. Нерідко композиція народжувалася уві сні чи асоціативно: «Дивлюсь на підлогу — бачу, то звір, а то людина на коні».

### Теми і творча філософія
За типологією роботи Примаченко діляться на сюжетні (фігурні), знакові, ритміко-орнаментальні. Якщо у середині 1960-х років на виставках її творчість була представлена переважно квітково-пташиними композиціями, то вже 1967 року йде ціла низка побутових сцен. Особливий розквіт її сюжетної творчості припадає на початок 1970-х років: «Весілля», «Катерина співає пісню», «Роман і Оксана», «Галя на весілля запрошує», «Сватання», «Після весілля хрещеного батька та матку хрещену везуть до магазину».
Творить квіти-роздуми, квіти-присвяти: «Людям, що пашуть хліб і Батьківщину кохають», «Молодим матерям, що народили сина або дочку», «Квіти на ялинку», «Лесі Українці», «На честь польоту космонавтів» і «На честь народження правнучки». Персоніфіковані фантастичні квіти (наприклад, «квіти-оченята») і реалістичні (соняшник, бузок, рожі). Композиції з квітів декоративні та монументальні, нагадують стінопис. Ритмічно довершені і квітково-пташині композиції: «Веснянки-роговички — веселі птички», «Чайка над полем пролітала», «Куріпочки пляшуть і хліб пашуть», «Кочубарки на маках».
«Звірина серія» — унікальне у вітчизняному та світовому мистецтві явище. Сюжетні твори мають спільність з народними картинками, але фантастичні звірі — чистий витвір уяви. Укрупнені форми небачених звірів, злива кольорів у поєднанні з орнаментальною розробкою тулуба створюють емоційно потужні образи, що ніби ворушаться, дихають, ростуть на очах. «Диким чаплуном» (від слова «чапати») Примаченко назвала одного з них, акцентуючи увагу на його лапах, здатних продиратися крізь таємничі хащі життя. Її звірі — це і пересторога («Будь проклята війна!»), і заклик до дружби, до миру.
У співпраці з Михайлом Стельмахом проілюструвала дитячі книжки «Журавель» та «Чорногуз приймає душ». Ілюструвала українські народні дитячі пісні «Ой коники-сиваші». За образністю, характером світосприймання, мірою узагальнення і відбору головного роботи Примаченко відповідають образній структурі дитячих казок, які вона любить зображувати («Лисиця і журавель»). Естетика казково-незвичайного легко входить у реальність, тому здається природною. Але Примаченко у жодній виставковій роботі не повторювала ілюстрацій, чітко розрізнюючи книжковий малюнок і картину.
У фантастичних композиціях Примаченко провідною є народна фантастика, що втілювала етичні категорії, філософію життєствердження. Головною в її творчості є універсальна тема боротьби добра і зла. Добрі птахи і звірі написані яскравими, сяючими фарбами, злі — темними, приглушеними, зближаючися з народним живописом й поезією. Добро і зло зображені в органічній правічній взаємодії, як рослинний і тваринний світ («Сидить баба на печі, пряде куделицю»), але добро завжди перемагає.
Складною гармонійністю відзначаються «багатосценові» картини. Казково зміщені всі уявлення і масштаби: пливуть величезні риби, летять величезні птахи, стоять уквітчані хатки, на деревах небувалого розміру яблука. Казка і бувальщина, вигадки і реальність сплавлені у єдиний організм, найнезвичайніші речі здаються переконливими. Масштабні композиційні зміщення втілюють ідею про велику єдність природного світу, про складні, але нерозривні зв'язки, що панують у ньому. Масові побутові сцени побудовано на протиставленні головних і другорядних дійових осіб і груп. Люди в цих картинах — епічно спокійні і повні гідності, привітні та доброзичливі. Вони дивляться просто на глядача, запрошуючи до участі у події картини.
Тема радості буття (одна з найвідоміших серій «Людям на радість») поєднується з темою смутку (у багатьох роботах — уквітчана могила в рушниках).
1986 року створила «чорнобильську» серію (Болотня знаходиться майже у 30-кілометровій зоні).
У фантастично-умовному світі проявила і прагнення до конкретно-чуттєвого образу (автопортрет «Літа мої молодії, прийдіть до мене у гості»).

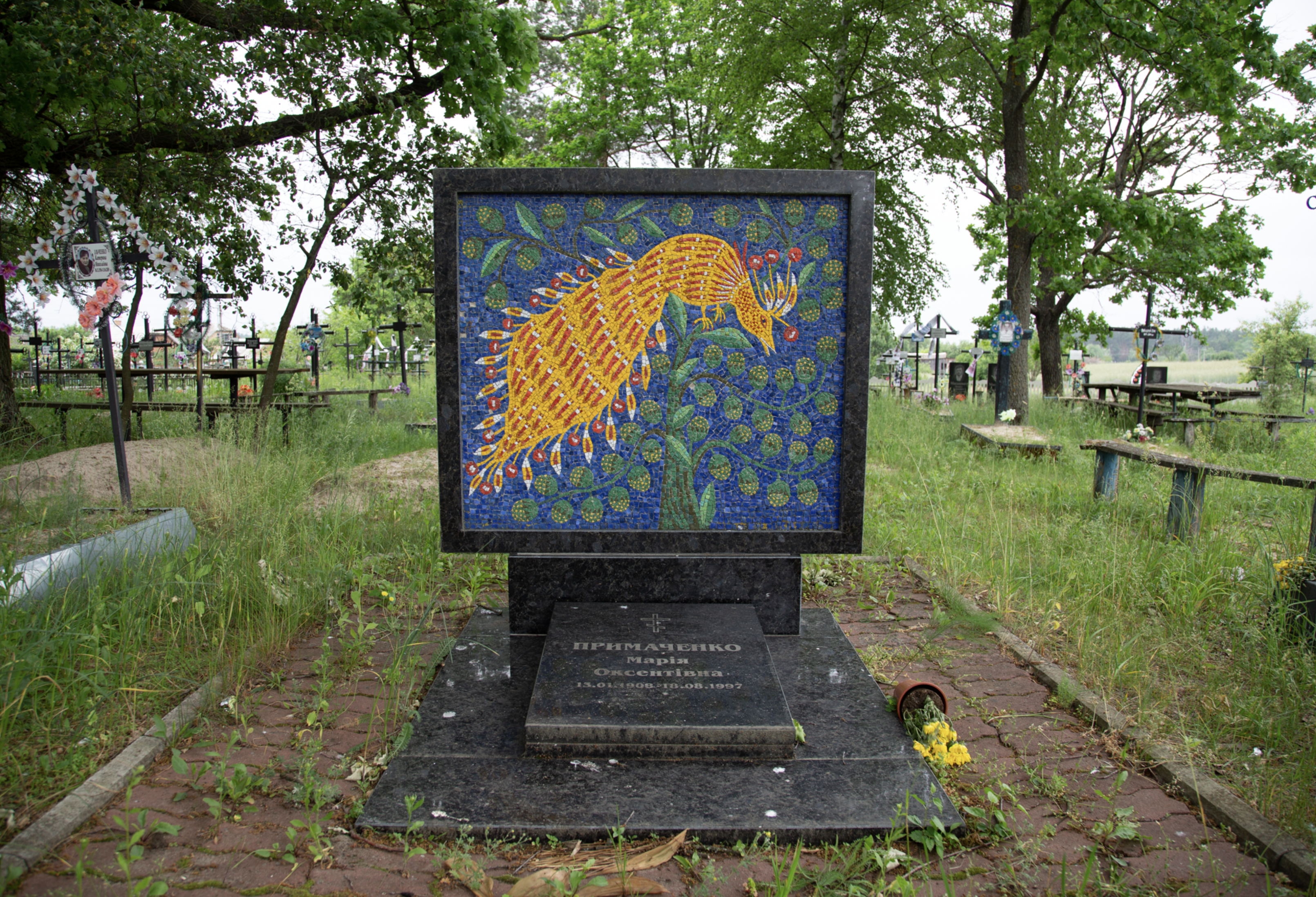
Могила Марії Примаченко в селі Болотня, Київська обл. 2020 р.

### Підписи до картин
Примаченко-поетеса реалізувалась у підписах-примовках до своїх картин, що легко запам'ятовуються. Художній образ і віршовані підписи синхронні: «Три буслики у горосі живуть у нас і досі». Є безпосередньо похідні від народного лубочного моралізування: «Лежень ліг під яблунею, щоб яблуко само упало у рот, а воно його у лоб». Є й роботи з естетикою газетного репортажу: «Свинарка виростила тисячу сімдесят поросят». Але Примаченко не мириться з такою «прозою» і вже наступну ліричну роботу підписує: «Галя свиней у колгоспі годувала. Виростила поросят тисячу і сімдесят». Трапляються і короткі примовки: «Куріпочки пляшуть і хліб пашуть», «Собачка Ада не боїться гада», «Ворон дві баби мав — обох обнімав», «Веснянки-роговички — веселії птички».
Деякі її вірші до робіт експоновані на персональній виставці Примаченко 1973 року:
- Хитра лисиця ведмедику каже: «Їж кукурудзу — поправишся», — а собі курочку несе та медок п'є; в ній сила є.
- Сорока каже: «Чі-чі-чі! Ой де ж нам спати?» — На печі. — Що ж нам пити? — Горілочку, бо приїхали по дівочку.
- Журяться рябушки: «А вже скоро зима, а в нас хати нема». Обізвався зайчик: «А я зими не боюся, у снігу сховаюся». З Новим роком, з новою весною, з новим щастям, усі люди на Землі.

### Марія Примаченко— ілюстраторка[19][20]
У 1960—1970 роках у видавництві «Веселка» вийшло п'ять книг з ілюстраціями Марії Примаченко, і ще одна — наприкінці 1980-х років.
- Ой коники сиваші. Українські народні дитячі пісеньки. Київ, Веселка, (1968, перевидання — 1975) [Архівовано 30 липня 2021 у Wayback Machine.].
- Товче баба мак. Українська народна приповідка. Київ, Веселка, 1970 [Архівовано 22 лютого 2018 у Wayback Machine.].
- Михайло Стельмах. Журавель. Київ, Веселка, 1970 [Архівовано 15 квітня 2021 у Wayback Machine.].
- Михайло Стельмах. Чорногуз приймає душ. Київ, Веселка, 1971.
- Михайло Стельмах. Що посієш, те й пожнеш. Київ, Веселка, 1972 [Архівовано 1 березня 2021 у Wayback Machine.].
- Михайло Стельмах. Заєць спати захотів. Київ, Веселка, 1989 [Архівовано 1 березня 2021 у Wayback Machine.].

Українську народну приповідку «Товче баба мак» переповіла сама мисткиня.
Книжка «Ой коники сиваші» видавалася англійською та іспанською мовами.

 
Мистецтвознавець Григорій Островський у книзі «Добрый лев Марии Примаченко» (1990) схарактеризував книжки з ілюстраціями мисткині:
Між нею та її глядачами, її малюнками і поетичним фольклором немає анінайменшого проміжку, і ці яскраві, барвисті книжки сприймаються єдиною і неподільною імпровізацією селянської казкарки і художниці.

Обкладинка книги «Товче баба мак»
Обкладинка книги «Журавель»
Обкладинка книги «Чорногуз приймає душ»
Обкладинка книги «Ой коники сиваші»
Обкладинка книги «Що посієш, те й пожнеш»
Обкладинка книги «Заєць спати захотів»

## Нащадки художниці
Творча атмосфера навколо Марії Примаченко сприяла тому, що її нащадки також створили чимало своєрідних творів, успадкувавши  хист до малювання. Її син Федір Примаченко – Заслужений художник України,  розвивав  по-своєму характерний народний стиль Марії.Вони, разом з дружиною Катериною,  мали двох дітей – Івана та Петра.
Петро Примаченко — художник, учасник Революції гідності, боєць Сил територіальної оборони Збройних Сил України. На основі малюнка бабусі створив оптимістичну композицію, як славнозвісний лев знищує двоголового птаха-символа країни-агресорки.
Анастасія Примаченко, правнучка Марії, донька онука Івана - засновниця та директорка Фонду родини Марії Примаченко//Prymachenko Family Foundation,   котрий  дбає про збереження культурної спадщини художниці.  Анастасія активно популяризує творчість прабабусі, влаштовуючи лекції та виставки, зокрема, за кордоном.
;.
Двоюрідні правнучки Марії Примаченко, нащадки сестри Наталії, сестри-близнючки Аліна і Каріна  Гаєві - художниці. Вони заснували власну марку дизайнерського одягу Ga.EVA у місті Дніпрі,  нерідко надихаються творами знаменитої  родички..
Художниця  дбайливо ставилася до своїх родичів та їхніх дітей. Вона мала старшого брата Петра і молодшу сестру Наталію, згадувала про дядька Якова й брата Степана. Численні племінники любили навідуватись до тітоньки у Болотню й дивитись, як вона малює. Коли трапилась Чорнобильська катастрофа,  вона страшенно переживала  за долю молодого покоління. Особливо була вражена загибеллю 35-річного оператора реакторного цеху, який першим загинув в аварії - Валерія Ходемчука,  до якого художниця ставилася як до рідної людини. Всі картини Марії Примаченко на чорнобильську тематику були присвячені  перш за все пам’яті Валерія та його мужнім одноліткам. Її культова картина із зображенням птаха, що летить, з назвою «Тіло, що розлетілося на мільйон атомів», було одним з таких полотен, - розповідала правнучка Анастасія, яка вважала  героя племінником Марії.

## Вплив на сучасне мистецтво
Марії Примаченко присвятили свою багаторічну роботу художники Ада Рибачук і Володимир Мельниченко у Серіях панно в інтер'єрі палацу дітей та юнацтва: «Діти світу» «Чарівна скрипочка», «Сонце та золоті пташки», «Вершники» та у 25 емблемах дитячих гуртків-відділів навчання (1963—1968).
Художників сучасного мистецтва, представників Нової української хвилі, надихає висока креативність творів Примаченко, що відзначено в творчості Лариси Пішої, Олени Голуб, Григорія Столбченка та ін.
2017 року Арсен Савадов з пієтетом процитував твори Примаченко в серії своїх робіт.

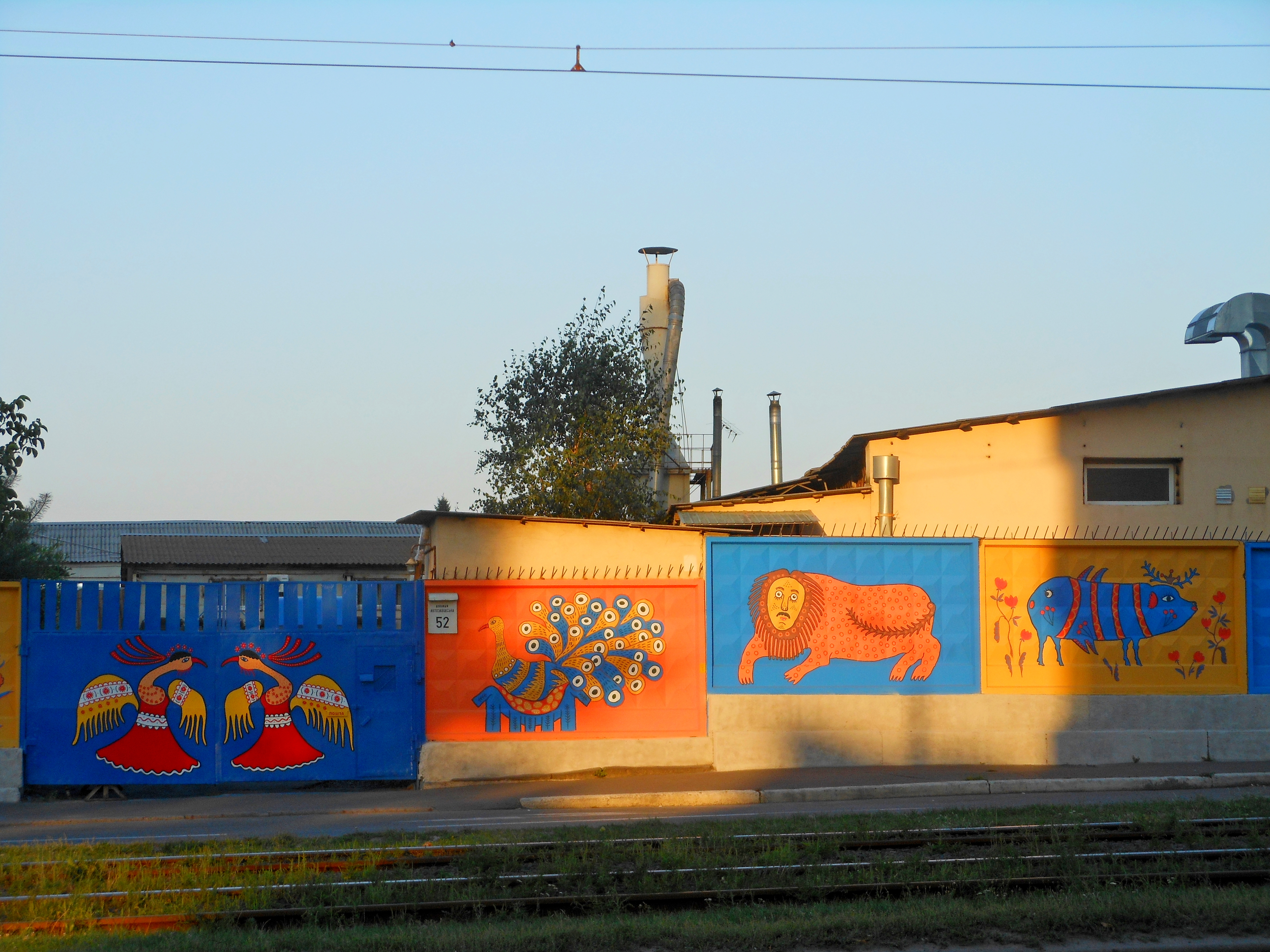
Мурали Києва за мотивами картин Примаченко

2019 року одеський художник Степан Рябченко присвятив роботу творчості Марії Примаченко, з'єднавши її і своїх героїв у масштабній панорамі «Джерело», яка знаходиться в Києві, по вулиці Георгія Кірпи, 5.

Українські скульптори створили за мотивами картин Примаченко біля Південного залізничного вокзалу Києва артмайданчик з її тривимірними персонажами: статуя Сонячного лева за мотивами картини «Молоде левиня» 1979 року, в арці — кінь зі скрипкою, скульптура бика.

## Відзнаки та нагороди
- 1937 року на міжнародній виставці у Парижі отримала золоту медаль.
- 1966 року за серію картин «Людям на радість» отримала Державну премію УРСР ім. Т. Г. Шевченка.
- 1970 року отримала звання заслуженого діяча мистецтв УРСР.
- З 1988 року — народний художник України.
- 2009 рік за рішенням ЮНЕСКО визнано роком Марії Примаченко.
- Відзнака Президента України «Національна легенда України» (20 серпня 2022 року, посмертно) — «за визначні особисті заслуги у становленні незалежної України і зміцненні її державності, захисті Вітчизни та служінні Українському народові, вагомий внесок у розвиток національної освіти, мистецтва, спорту, охорони здоров'я, а також багаторічну плідну громадську діяльність»[32].

## Вшанування пам'яті

Пам'ятник Марії Примаченко у Києві

Творчості Марії Примаченко в останні десятиліття присвячені статті, альбоми, науково-популярні фільми, теле- і радіопередачі.
- У жовтні 1998 року на честь художниці названо малу планету — 14624 Примаченко.
- У Яготині біля входу в Яготинську картинну галерею встановлено пам'ятник мисткині.
- 2009 рік за рішенням ЮНЕСКО визнано роком Марії Примаченко.
- Указом Президента Віктора Ющенко 2009 рік оголошено «Роком Марії Примаченко в Україні».
- 2009 року у Києві на Вознесенському узвозі на території Національної академії образотворчого мистецтва і архітектури був встановлений пам'ятник Марії Примаченко. Автор — скульптор Федір Богинський [Архівовано 9 вересня 2019 у Wayback Machine.][33].
- 2009 року бульвар Лихачова в Києві перейменовано на бульвар Марії Приймаченко.
- 2015 року на честь Марії Примаченко перейменували вулиці в Борисполі, Броварах[34] і Краматорську[35].
- З 2015 року в місті Краматорську Донецької області у травні проходить щорічний Фестиваль аматорського мистецтва ім. Марії Приймаченко[36].
- 15 травня 2015 року відкритий пам'ятник Марії Примаченко в Краматорську (скульптор В'ячеслав Гутиря)[37].
- У травні 2019 року в Краматорську з'явилась скульптурна композиція «Птахи Марії» (скульптор В'ячеслав Гутиря)[38].
- 84 курінь УПЮ названо на її честь.

### В літературі та кіномистецтві
- 1968 року Київнаукфільм випускає анімовану стрічку "Музичні малюнки" на основі робіт Марії Примаченко.
- 1989 року київське видавництво «Мистецтво» випустило книгу «Марія Примаченко. Альбом». Автор-упорядник Н. Велігоцька[39].
- 1990 року у Москві вийшло ґрунтовне мистецтвознавче дослідження Григорія Островського «Добрый лев Марии Примаченко».
- 2008 року у видавництві «Родовід» вийшла книга Наталі Самрук і Галини Борисової «Марія Пимаченко. Дарую вам сонце». Книга містить понад 100 робіт Марії Примаченко з зібрання Запорізького художнього музею і вступну статтю Наталі Самрук про життя і творчість мисткині.
- 2009 року вийшла книга Олександра Найдена «Марія Примаченко 100» (видавництво «Родовід»). Книга містить статті, есеї та спогади про Марію Примаченко.
- Дитинство мисткині описане в книзі оповідань для дітей «Анна Багряна про Марію Заньковецьку, Олену Телігу, Вангу, Марію Примаченко, Славу Стецько» (Видавництво «Грані-Т», 2010)[40].
- «Літа мої…» (2013) — український анімаційний фільм режисера Володимира Гончарова за мотивами живопису Примаченко.
- Мульфільм «Про чудернацький всесвіт Марії Примаченко» їз серії «Книги-мандрівки» (2019). Авторка сценарію — Ірена Карпа, режисерка анімації — Ліза Тарасова[41].
- 2020 року видавництво «ІРІО» у скрії «Видатні українці. Люди, що творили історію» випустило книгу Марії Рубан «Марія Примаченко» про життя і творчість мисткині.
- В програмі «На добраніч, діти» колискова вечірня казка, УТ 1 анімаційна композиція авторам була навіяна картинами та творчістю Марії Примаченко[42].
- В 2021 році На YouTube-каналі Ukranimaua вийшов мультсеріалу "Дивосвіт", заснований на естетиці відомої української художниці Марії Примаченко[43][44].

### На грошах та марках

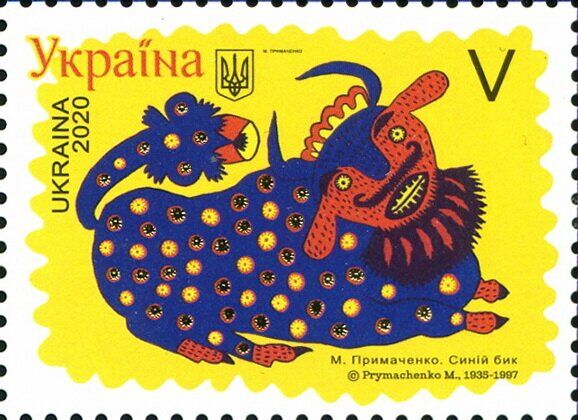
Марка України (2020). «Синій бик», 1947
Марка України (1999). «Дикий чаплун», 1977
Марка України (1999). «Гороховий звір», 1971
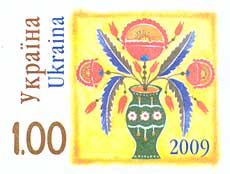
Марка України, 2009
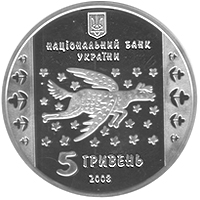
Аверс срібної ювілейної монети НБУ Марія Примаченко до 100-ліття художниці (2008)
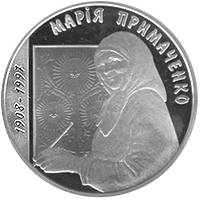
Реверс срібної ювілейної монети НБУ Марія Примаченко до 100-ліття художниці (2008)

## Плагіат картин Примаченко
В кінці травня 2013 року журналісти авторитетного фінського видання «Helsingin Sanomat» виявили, що всесвітньо відомий фінський виробник речей для дому «Марімекко» (від текстилю до посуду та одягу) з 2007 року використовує на своїх виробах малюнок, дуже подібний на роботу Марії Примаченко 1961 року «Щур у дорозі». На картині, яка зберігається в Національному музеї українського народного декоративного мистецтва, тварина везе на санях дітей. Малюнок фінської дизайнерки Крістіни Ізола «Лісовий народ» відрізняється лише тим, що на ньому зображені самі дерева без щура. «Марімекко» та її дизайнерка визнали факт плагіату і вибачилися за інцидент. Масштабів додало те, що фінський авіаперевізник «FinnAir», який співпрацює з «Марімекко», наніс малюнок на один зі своїх літаків «Аеробус A330», що рейсує до Нью-Йорка та Далекого Сходу. Прес-служба авіакомпанії, за повідомленням «Associated Press», пообіцяла максимально швидко прибрати зображення зі своїх літаків.

## Авторські права
Авторські права на картини Марії Примаченко належать родині Примаченків.
Власники картин не мають права розміщувати зображення будь-де — ні у власному Instagram, ні в якомусь платному каталозі, і тим більше ні в будь-яких бізнес-проєктах. Будь-яке використання зображення вимагає (прижиттєвої) згоди автора, або її спадкоємців.
Інакше це буде вважатися порушенням авторських прав, за що передбачена кримінальна відповідальність.
Сім'я Примаченків підтримує різноманітні ініціативи та відкрита до співпраці з українськими та світовими брендами, проєктами.
Більше інформації про авторські права та контакти можна знайти тут:
- Instagram фонду родини Примаченко: https://www.instagram.com/prymachenko_foundation/.
- Вебсайт фонду родини Примаченко: https://www.prymachenko.com.ua/en/.

## Російське вторгнення 2022 року

### Втрачені роботи
Під час російського вторгнення в Україну, 27 лютого 2022 року, у селищі міського типу Іванків Київської області згорів історико-краєзнавчий музей, де зберігалося близько двох з половиною десятків робіт Марії Примаченко. Частину картин, що зберігалися в музеї, вдалося врятувати. Тимчасово їх зберігають у себе місцеві жителі.

### Роботи вивезені за кордон на реставрацію
Як повідомив литовський публічний мовник Lrt, від початку повномасштабного російського вторгнення, до Литви для реставрації були переміщені понад 1500 культурних та мистецьких цінностей з України, серед яких, зокрема, і картини Марії Примаченко. Так, станом на початок січня 2025 року до Литви вже привезли близько 100 робіт Примаченко, більшість уже виставлені у музеї, а 15 найбільш пошкоджених робіт знаходяться на реставраційних столах фахівців Pranas Gudynas. Зазначається, що картини Примаченко зберігалися в музеї в Запоріжжі, їх вдалося врятувати і перевезти на Західну Україну, а звідти – до Литви.

### Благодійні аукціони

#### «Моя хата, моя правда»
Наприкінці квітня 2022 року картина Марії Примаченко «Моя хата, моя правда», створена 1989 року була продана на благодійному аукціоні «Benefit for Ukraine's People & Culture» у Венеції за 110 000 євро при стартовій ціні в 1000 євро. Виручені кошти планують передати до благодійних організацій для підтримки української культури, зокрема до «Фонду сім'ї Марії Примаченко», який планує витратити гроші на будівництво власного музею.

#### «Квітки виросли коло четвертого блока»
5 травня 2022 року закінчився благодійний аукціон із продажу картини Марії Примаченко «Квітки виросли коло четвертого блока», створеної 1990 року, на якому її було продано за 500 000 доларів при стартовій ціні у 5000 доларів. Аукціон організував Благодійний фонд Сергія Притули за допомогою аукціонного дому «Дукат» з 29 квітня до 5 травня. Виручені кошти нададуть Збройним силам України — на них планують придбати 125 мікроавтобусів Volkswagen T5 для переднього краю фронту.
Картина була присвячена четвертому енергоблоку Чорнобильської атомної станції (ЧАЕС), на якому сталася трагедія 1986 року. Притула заявив, що у цьому є певний символізм, оскільки російські військові рили окопи у Рудому лісі біля ЧАЕС, а також розбомбили музей з роботами Примаченко в Іванкові, тож тепер її творчість буде допомагати бомбити їх.
Картина була передана до фонду Дар'єю Добріян, генеральною директоркою музею «Духовні скарби України», разом зі своїм чоловіком Ігорем Пономарчуком. Подружжя сказало: «Наша родина би ніколи не продала цієї картини, якби не війна. Іншим колекціонерам продавати таку картину шкода, але для ЗСУ — ні.» Родина Марії Примаченко також підтримала аукціон і відмовилася від роялті з продажу картини на користь ЗСУ.
Картину придбав українець, що проживає за кордоном, і передав до Національного художнього музею на відповідальне зберігання. Картину планують представити у постійній експозиції музею після його відкриття для відвідувачів.
Наприкінці травня 2022 року 125 мікроавтобусів вже були придбані у Deutsche Post, що раніше їх використовувала. Перша партія із семи мікроавтобусів була доставлена до Миколаєва, тоді як другу партію планували надіслати на східний напрямок. На капоті кожного із доставлених автобусів було розміщене зображення «квіток» з картини Примаченко.

#### Збір коштів на реставрацію робіт у Литві
У жовтні 2024 року Литовський національний художній музей та Фонд підтримки та благодійності Йонаса Кароліса Ходкявічюса розпочали кампанію зі збору коштів на реставрацію робіт Марії Примаченко.